# Boston Breakers
Il Boston Breakers è stata una società calcistica femminile statunitense con sede nella città di Boston (Massachusetts), fondata nel 2008 e scioltasi nel 2018.
Tra il 2013 e il 2017 il club ha partecipato alla National Women's Soccer League (NWSL), la massima divisione del campionato statunitense femminile di calcio.

## Storia

### WPS

#### Fondazione
La creazione di una squadra professionistica femminile fu annunciata il 4 settembre 2007, giorno nel quale fu anche annunciato che era stata assegnata una franchigia a Boston.
I Boston Breakers furono ufficialmente inaugurati il 26 ottobre 2008; al momento furono l'unica squadra di calcio femminile presente in Massachusetts.
Agli inizi di maggio 2007 Joe Cummings fu nominato presidente e direttore generale (dopo aver lavorato anche per i precedenti Breakers), mentre pochi mesi dopo fu annunciato l'allenatore, Tony DiCicco.
Nel settembre 2008 furono acquistati Amy Rodriguez, Heather Mitts e le ex giocatrici del vecchio Breakers, Kristine Lilly ed Angela Hucles.

#### Stagione inaugurale (2009)
I Breakers debuttarono giocando il match inaugurale della Women's Professional Soccer contro il Gold Pride perdendo 2-1. Il primo match casalingo fu contro il Saint Louis Athletica ed anche in quell'occasione persero, per 2-0.
Terminarono la loro prima stagione professionistica al quinto posto, con 7 vittorie, 9 pareggi e 4 sconfitte.

#### Sospensione della Lega (2012)
Il 16 gennaio 2012 i Breakers annunciarono di aver acquistato il difensore della nazionale Under-20 statunitense, Bianca D'Agostino e l'attaccante della Nazionale australiana Kyah Simon, che segnò due reti contro la Norvegia durante il Campionato mondiale 2011.
La lega annunciò il 30 gennaio 2012 che WPS sarebbe stata sospesa. Il 9 febbraio i club annunciarono l'adesione alla nuova WPSL Elite per la stagione 2012, con l'aspettativa di ritornare in WPS nel 2013. La nuova lega semi-professionistica non aveva restrizioni di alcun tipo sul tipo di giocatori, sia professionisti che amatori.
Dopo la sospensione della WPS, il portiere Alyssa Naeher fece ritorno al precedente club, il Turbine Potsdam.

### WPSL Elite
Nel 2012 i Boston Breakers si unirono alla Women's Premier Soccer League Elite. Il club terminò al primo posto dopo una serie record di 11 vittorie e 3 pareggi, miglior stagione della storia del club. Terminarono la stagione con la sconfitta per 3-1 contro il Chicago Red Stars nel corso delle semifinali dei playoff.

### NWSL
Nel novembre 2012 fu annunciato che i Breakersa sarebbero stati una delle 8 squadre del nuova campionato sponsorizzato dalla federazione statunitense, canadese e messicana. L'11 gennaio 2013 la lega ufficializzò la disposizione dei giocatori militanti in nazionale. I Breakers ricevettero sette giocatrici, incluse le due ex Heather O'Reilly e Heather Mitts. Le altre cinque giocatrici furono Anisa Guajardo, Adriana Leon, Sydney Leroux, Cecilia Santiago e Whian Wilkinson.

#### Stagione 2013
La stagione 2013 fu l'ottava della storia complessiva del club, la quarta consecutiva e la prima da membro dell'NWSL. La squadra giocò 22 partite con uno score complessivo di 8 vittorie, 6 pareggi ed 8 sconfitte. Non si qualificò per i playoff di fine stagione e concluse quinta in campionato.

#### Stagione 2014
La stagione 2014 fu la nona della storia complessiva del club, la quinta consecutiva e la seconda da membro dell'NWSL. La squadra giocò 24 partite con uno score complessivo di 6 vittorie, 2 pareggi ed 16 sconfitte. Non si qualificò per i playoff di fine stagione e concluse penultima in campionato.

#### Stagione 2015
La stagione 2015 è la decima della storia complessiva del club, la sesta consecutiva e la terza da membro dell'NWSL.

## Stadio

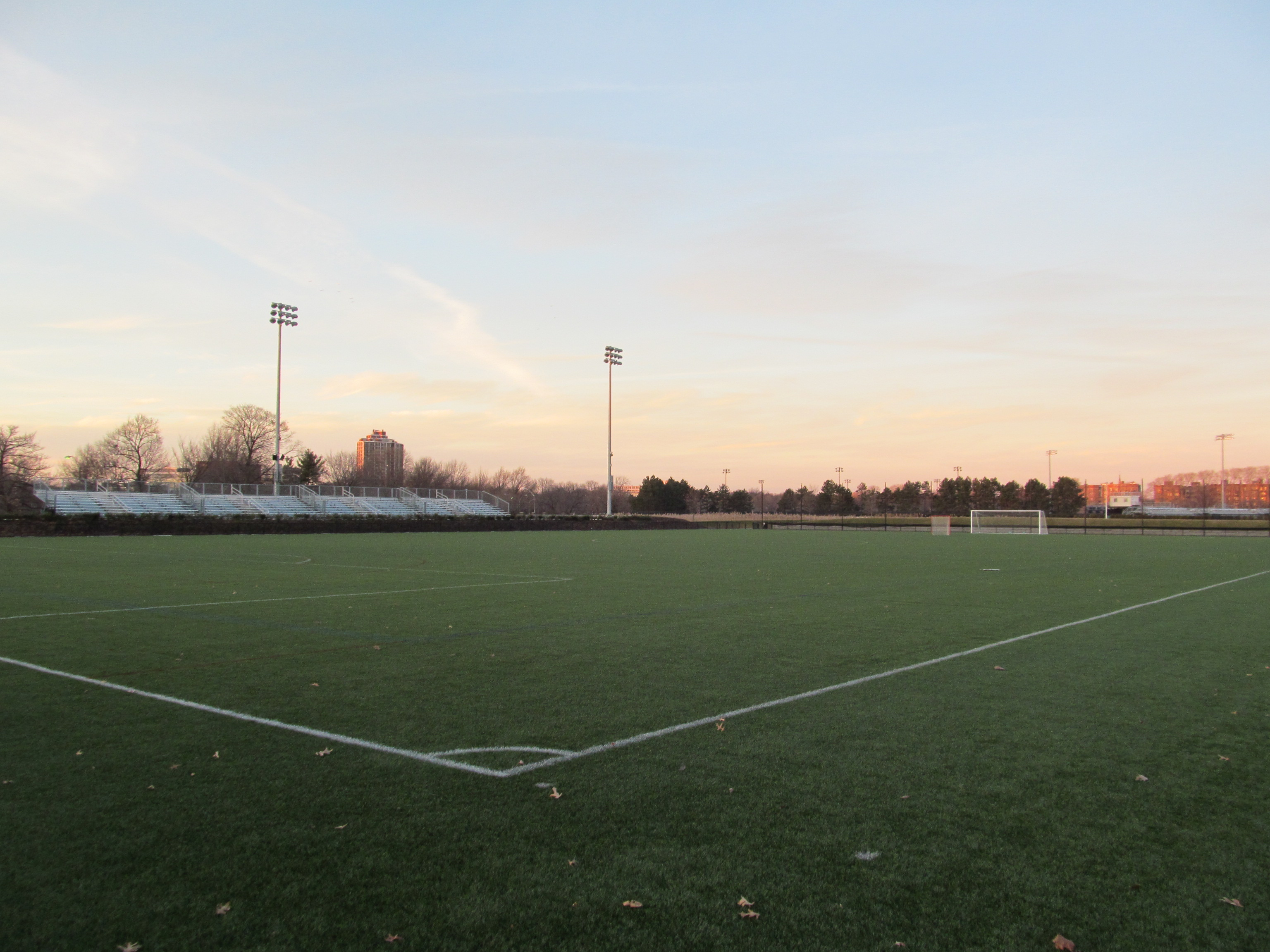
Visuale dello stadio da bordo campo.

L'Houston Dash gioca le sue partite casalinghe al Soldier Field Soccer Stadium, in quanto nello stadio principale, l'Harvard Stadium (stadio utilizzato dal 2009 al 2011), sono in corso lavori di ristrutturazione.
In precedenza, dal 2012 al 2013, le gare venivano disputate al Dilboy Stadium, nel quartiere di Somerville.

## Tifosi
La squadra ha un gruppo di fan meglio noto come Riptide ed un gruppo ufficiale chiamato Boston Armada.

## Organico

### Rosa 2017
Rosa aggiornata al 12 ottobre 2017
| N. |                          | Ruolo | Calciatrice        |
| -- | ------------------------ | ----- | ------------------ |
| 2  | Canada (bandiera)        | D     | Allysha Chapman    |
| 3  | Stati Uniti (bandiera)   | D     | Brooke Elby        |
| 4  | Stati Uniti (bandiera)   | D     | Megan Oyster       |
| 8  | Stati Uniti (bandiera)   | D     | Julie King         |
| 9  | Inghilterra (bandiera)   | A     | Natasha Dowie      |
| 10 | Nuova Zelanda (bandiera) | C     | Rosie White        |
| 11 | Stati Uniti (bandiera)   | C     | Rose Lavelle       |
| 14 | Stati Uniti (bandiera)   | P     | Abby Smith         |
| 15 | Stati Uniti (bandiera)   | P     | Sammy Jo Prudhomme |
| 17 | Stati Uniti (bandiera)   | D     | Amanda Frisbie     |

| N. |                        | Ruolo | Calciatrice       |
| -- | ---------------------- | ----- | ----------------- |
| 18 | Stati Uniti (bandiera) | C     | Tiffany Weimer    |
| 19 | Canada (bandiera)      | A     | Adriana Leon      |
| 20 | Stati Uniti (bandiera) | D     | Christen Westphal |
| 21 | Stati Uniti (bandiera) | A     | Margaret Purce    |
| 22 | Stati Uniti (bandiera) | A     | Ifeoma Onumonu    |
| 23 | Stati Uniti (bandiera) | A     | Katie Stengel     |
| 25 | Stati Uniti (bandiera) | C     | Morgan Andrews    |
| 26 | Stati Uniti (bandiera) | C     | Angela Salem      |
| 33 | Stati Uniti (bandiera) | A     | Hayley Dowd       |

## Organigramma societario
- Presidente: Michael Stoller
- Allenatore: Tom Durkin
- Vice-allenatore: Dushwayne Simpson

## Risultati
| Anno | Campionato | Pos. | Playoffs        | V  | P  | P | Pts. | GF | GS | Casa  | Trasferta |
| ---- | ---------- | ---- | --------------- | -- | -- | - | ---- | -- | -- | ----- | --------- |
| 2009 | WPS        | 5º   | Non qualificata | 7  | 9  | 4 | 25   | 18 | 20 | 4-3-3 | 3-6-1     |
| 2010 | WPSLE      | 2º   | Semifinali      | 10 | 8  | 6 | 36   | 36 | 28 | 5-6-1 | 5-2-5     |
| 2011 | NWSL       | 4º   | Primo turno     | 5  | 9  | 4 | 19   | 19 | 24 | 4-3-2 | 1-6-2     |
| 2012 | NWSL       | 1º   | Primo turno     | 11 | 3  | 0 | 33   | 28 | 9  | 6-1-0 | 5-2-0     |
| 2013 | NWSL       | 5º   | Non qualificata | 8  | 8  | 6 | 30   | 35 | 34 | 5-3-3 | 3-5-3     |
| 2014 | NWSL       | 8º   | Non qualificata | 6  | 16 | 2 | 20   | 37 | 53 | 5-7-0 | 1-9-2     |
| 2015 | NWSL       | 9º   | Non qualificata | 4  | 13 | 3 | 15   | 22 | 43 | 4-5-1 | 0-8-2     |
| 2016 | NWSL       | 10º  | Non qualificata | 3  | 15 | 2 | 11   | 14 | 47 | 2-6-2 | 1-9-0     |

## Onorificenze

### Premi individuali
- Amy Le Pleibet, WPS 2009, Miglior difensore del campionato

### Pilastri di eccellenza
Nel 2009 i Breakers iniziarono con la tradizione di onorare le leggende del passato con insegne commemorative all'Harvard Stadium. Il premio del "Pilastro d'eccellenza" fu influenzato dalle colonne presenti nello stadio; sono considerati sia i giocatori del precedente Breakers (militante in WUSA), sia quelli del nuovo club (militante in WPS/WPS Elite/NWSL).
Maren Mainert divenne la prima ad essere introdotta durante una cerimonia il 17 maggio 2009 quando i Breakers ospitarono il Washington Freedom, in quanto durante la stagione 2003 fu nominata miglio calciatrice della WUSA.
Negli anni successivi altre tre calciatrici ottennero tale premio: si tratta di Angela Hucles (2010), Kristine Lilly (2011) e Leslie Osborne (2015).
| Anno           | Calciatrice    | Posizione                 | Campionato     | Militanza        |
| -------------- | -------------- | ------------------------- | -------------- | ---------------- |
| 17 maggio 2009 | Maren Meinert  | Centrocampista/attaccante | WUSA           | 2001-03          |
| 1º maggio 2010 | Angela Hucles  | Centrocampista            | WUSA/WPS       | 2001-03, 2009    |
| 23 maggio 2011 | Kristine Lilly | Centrocampista/attaccante | WUSA/WPS       | 2001-03, 2009–10 |
| 22 maggio 2015 | Leslie Osborne | Centrocampista            | WPS/WPSL Elite | 2010-12          |